# Thermes romains d'Épidaure
Les Thermes romains d'Épidaure sont situés au nord-est du site du sanctuaire d'Asclépios à Épidaure, en Argolide dans le dème d'Épidaure en Grèce.

## Historique
Les thermes romains d'origine ont été transformés à l'époque byzantine au IVe siècle et au début du Ve siècle avec la suppression des bains collectifs et l'installation de cuves individuelles.

## Quelques vues des thermes

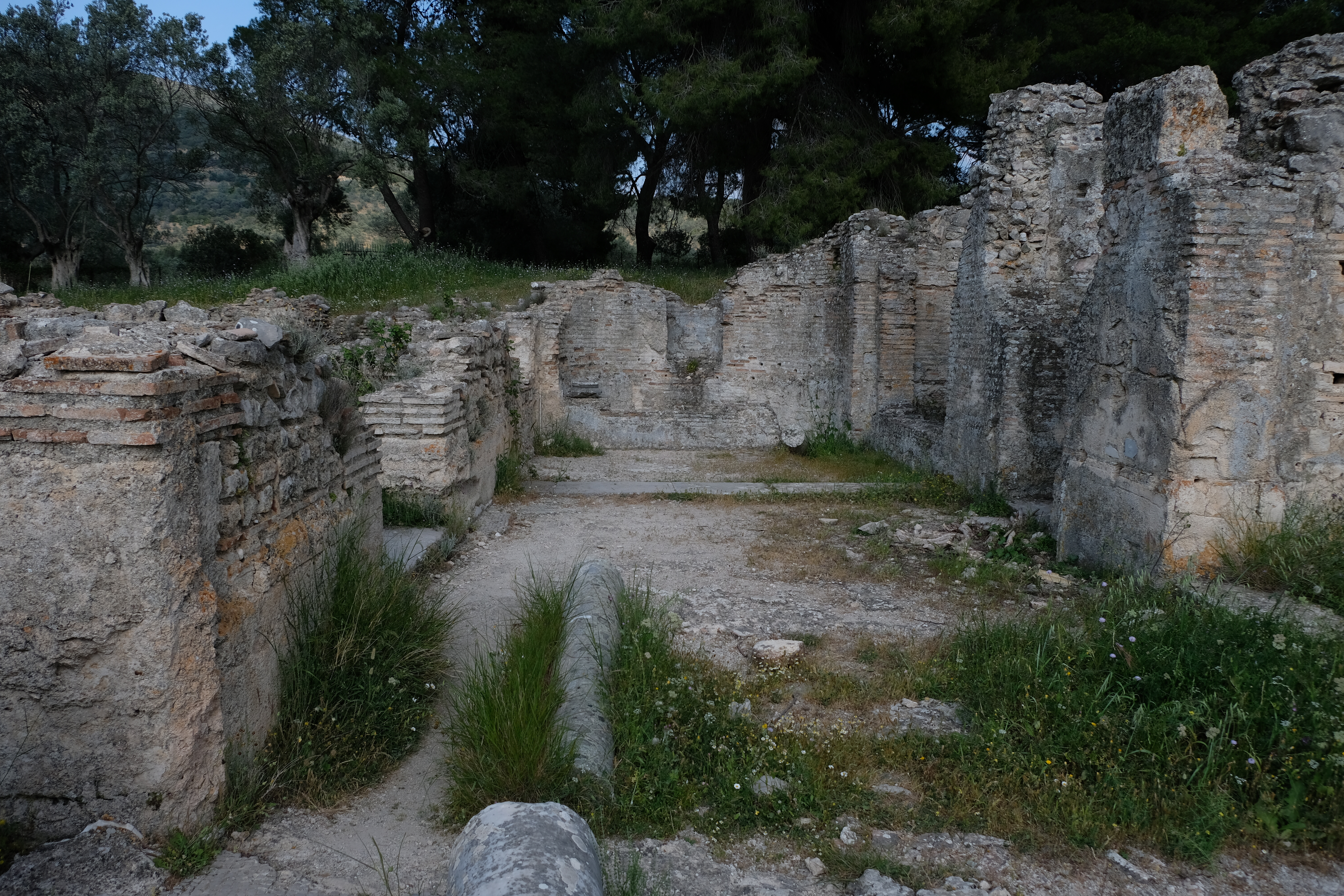
Anciens bains
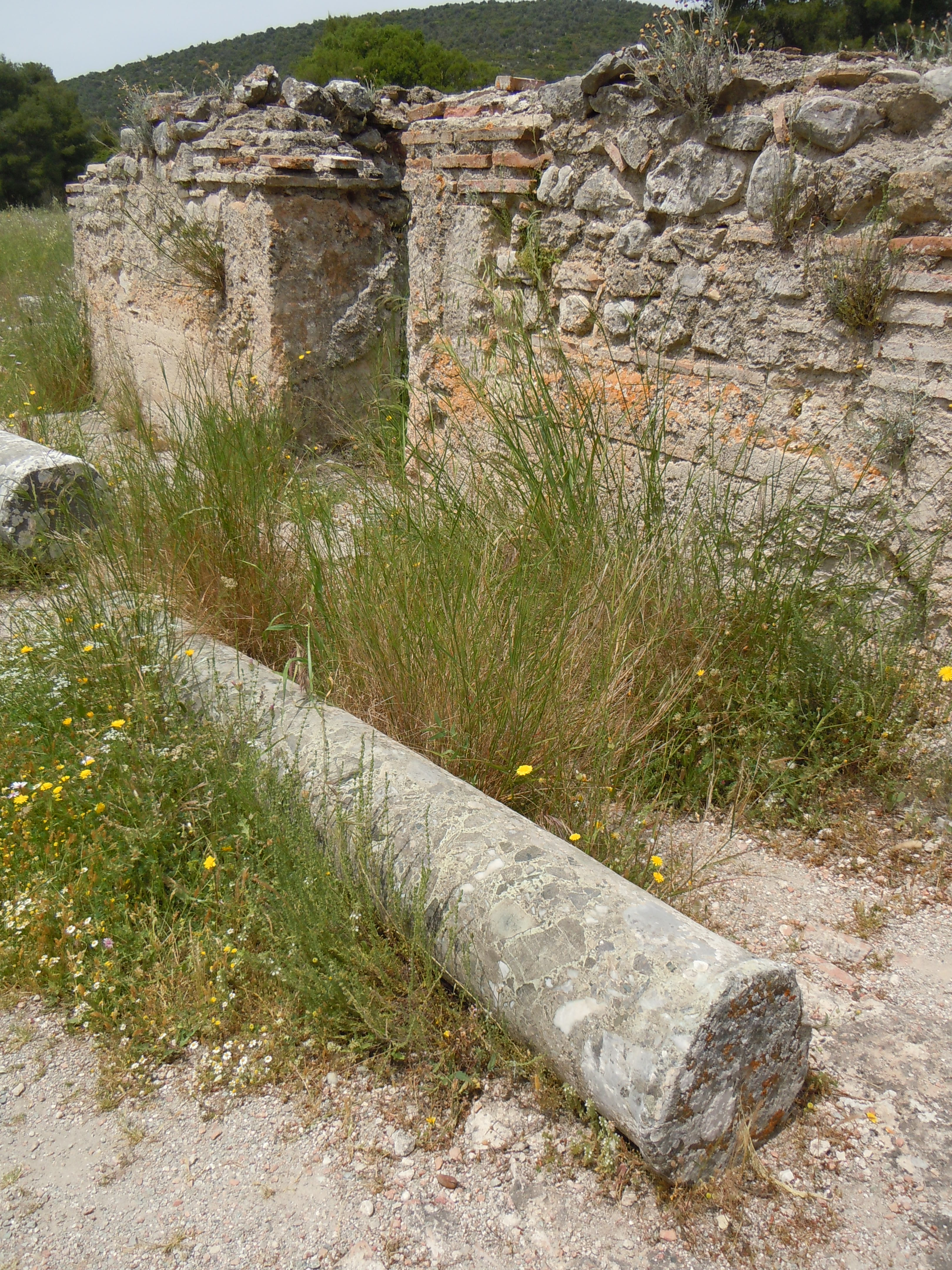
Colonne effondrée
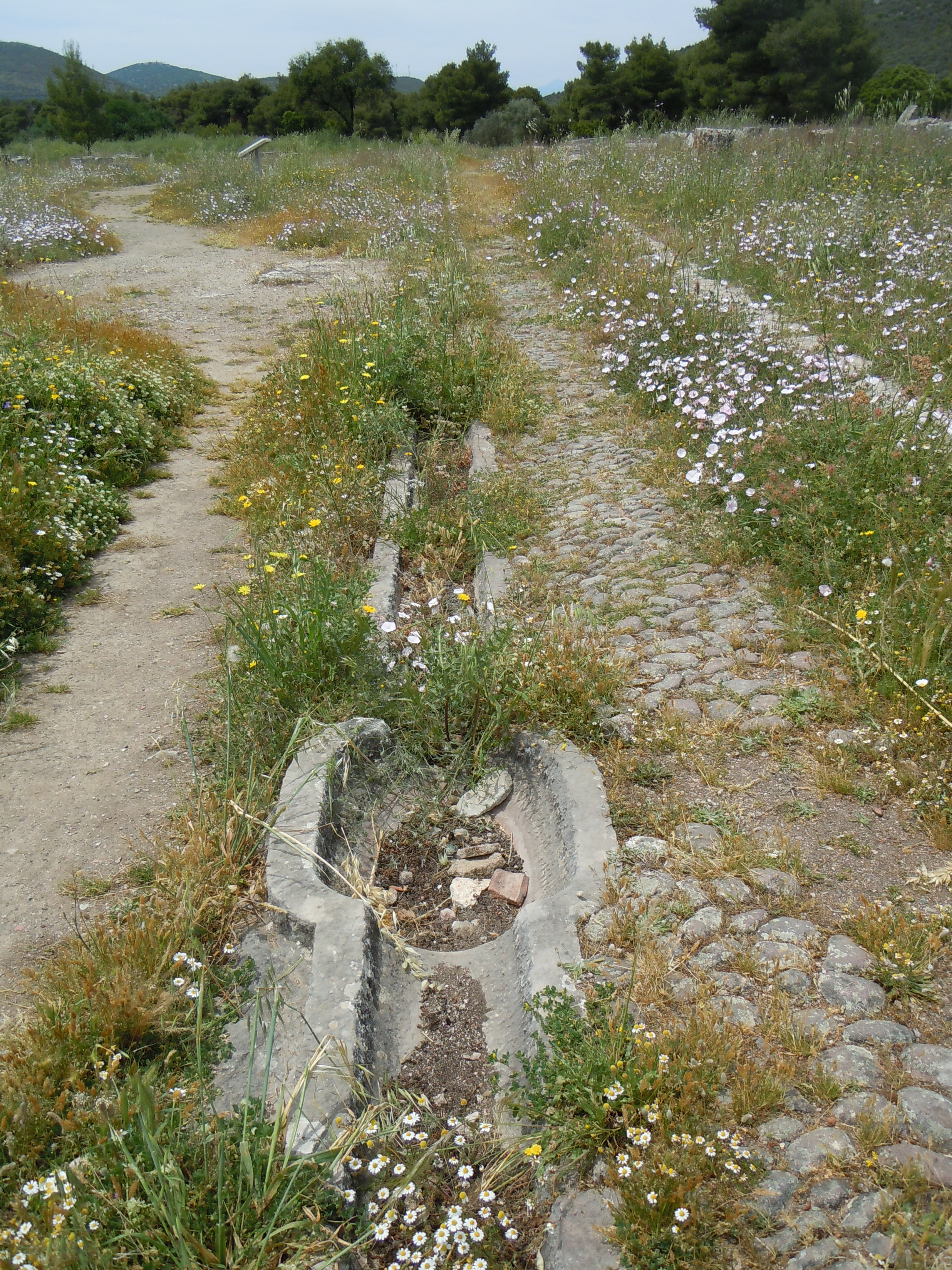
ːConduit d'eau